# بازار كازرون
بازار كازرون هي بازار تاريخية تعود إلى عصر القاجاريون، وتقع في كازرون.